# Lifelines (canción)
«Lifelines» es el segundo sencillo y la canción principal del álbum del Mismo Nombre de 2002 de a-ha, Lifelines.

## Lista de canciones
El lanzamiento del Reino Unido viene con un sencillo en CD con varios éxitos.
- «Lifelines» Edición radial (3:59)
- «Hunting High and Low» En vivo (7:07)
- «Manhattan Skyline» (6:14) (al igual que el lanzamiento europeo de "Forever Not Yours")
- «Lifelines» Video musical.

## Video musical
El video musical está basado en el corto noruego A Year Along the Abandoned Road, dirigido por Morten Skallerud en 1991. 
El tema del cortometraje fue Børfjord, un semi-desierta aldea de pescadores en el norte de Noruega, cerca de Hammerfest.
https://m.youtube.com/watch?v=DCkbfyk6XGc Video Oficial de "Lifelines" de a-ha.
- Datos: Q384492